# Johan Wallmann
Johan Friedrich Heinrich Wallmann (12. september 1831 i Lauenburg an der Elbe - 10. maj 1923 i København) var en dansk keramiker.
Wallmann havde værksted på Frederikssundsvej 29, Utterslev, hvor mange af tidens kunstnere fik fremstillet deres keramik.

## Ekstern henvisning og kilde
- "Nyt fra lokalhistorien", udgivet af lokalhistorisk selskab for Brønshøj, Husum og Utterslev, Nr. 51, februar 2003, ISSN 1395-6744, side 16-21